# الإدارة البحرية المحلية
الإدارة البحرية المحلية هو مصطلح يطلق على جهاز الإدارة المسيرة لشؤون رجال البحر والسفن في الجزائر و هي تابعة لدائرة الشؤون البحرية / المصلحة الوطنية لحراسة الشواطئ

## نشأة الجهاز
نشأ هذا الجهاز سنة 1996 بموجب المرسوم التنفيذي رقم 96-350 ليوم 19 أكتوبر 1996 والمتعلق بالإدارة البحرية المحلية / الجريدة الرسمية رقم 62 بسنة 1996.

## الإطار القانوني لهذا الجهاز
ينظم هذا الجهاز بمقتضى الأمر رقم 76-80 الصادر بـ 23 أكتوبر 1976 المعدل والمتمم، المتضمن القانون البحري، والمرسوم التنفيذي رقم 96-350 المؤرخ في 19 أكتوبر 1996 المتعلق بالإدارة البحرية المحلية والقرار الوزاري لـ 3 أبريل 2009، الذي يرسم حدود، هياكل وتنظيم الدوائر البحرية الخاصة بـالمحطات البحرية الرئيسية والمحطات البحرية.

## تسيير الجهاز
تم تحديد القوانين التنظيمية المطبقة على مستخدمي الإدارة البحرية المحلية بالمرسوم الرئاسي رقم 96-437 المؤرخ في 1 ديسمبر 1996، (الجريدة الرسمية رقم 75 لسنة 1996) والذي من خلاله تم إنشاء ثلاث هيئات منفصلة متكونة من مستخدمين في المصلحة الوطنية لحراسة الشواطئ وهي:
- سلك التأطير، تتكون من المتصرفين الإداريين في الشؤون البحرية مكلفين بإدارة هيئات الشؤون البحرية (دوائر بحرية، محطات بحرية رئيسية ومحطات بحرية)، وتطبيق النظم والقوانين البحرية.
- سلك من أجل مراقبة الشروط الأمنية للملاحة، تتكون من مفتشيي الملاحة والعمل البحري
- سلك أعوان حراس الشواطئ مهمتها تطبيق القوانين والنظم، تحت السلطة المباشرة للمتصرفين الإداريين في الشؤون البحرية.

## مهام الجهاز
تتكفل الوحدات الإدارية البحرية الممثلة في الدوائر البحرية، المحطات البحرية الرئيسية، المحطات البحرية، بمجمل المهام الإدارية البحرية المحلية، والمحددة في القوانين والأنظمة البحرية لاسيما:
- الإدارة البحرية؛
- الحيازة على سجل الترقيم الجزائري للسفن ؛
- تسليم عناوين الملاحة وشهادات أمن السفن ؛
- تنفيذ زيارات أمنية على متن السفن ؛
- حماية المجال العمومي البحري والوسط البحري ؛
- السهر على احترام وتنفيذ القوانين والأنظمة الخاصة بالشرطة، والأمن البحري؛
- تسليم دفاتر مهنية للتسجيلات البحرية ؛
- السهر على المحافظة على أرواح الأشخاص في البحر ؛
- السهر على احترام قواعد النظافة، الإقامة والعمل على متن السفن.

## الوحدات الإدارية للجهاز
تسير الإدارة البحرية المحلية في الجزائر الوحدات الإدارية التابعة لها وهي :
- 03 دوائر بحرية / عنابة، الجزائر، وهران
- المحطات البحرية الرئيسية على مستوى الموانئ التجارية وعددها 13، على غرار: سكيكدة، بجاية، أرزيو، الغزوات
- المحطات البحرية على مستوى موانئ الصيد والنزهة وعددها 21، على غرار : سيدي فرج، بوزجار

## مهام الشرطة البحرية
حدد الإطار التشريعي الملاحة البحرية، الجمركة، الصيد البحري، والمحيط البحري للمصلحة الوطنية لحراسة الشواطئ :
- شرطة الملاحة البحرية :تسهر المصلحة الوطنية لحراسة الشواطئ على احترام أنظمة الملاحة المتضمنة في النصوص الوطنية والمعاهدات الدولية التي وقعت عليها الجزائر؛
- شرطة الأمن البحري: تضمن المصلحة الوطنية لحراسة الشواطئ احترام المقاييس الأمنية المتعلقة بحالة السفن، ملاحتها، أجهزتها وأطقمها؛
- شرطة الصيد البحري : يبحث ويحقق أفراد المصلحة الوطنية لحراسة الشواطئ المؤهلون قانونا، في المخالفات القانونية للصيد البحري. ويسهرون بخاصة على احترام الأنظمة المتعلقة باستغلال الموارد الصيدية، الأدوات المستعملة، مواسم ومناطق الصيد؛
- شرطة التلوث البحري: يبحث ويحقق أفراد المصلحة الوطنية لحراسة الشواطئ المؤهلين، في كل مخالفة لأحكام النصوص الوطنية والمعاهدات الدولية المتعلقة بحماية المحيط والبيئة البحريين؛
- شرطة الأملاك الطبيعية البحرية: تسهر المصلحة الوطنية لحراسة الشواطئ على احترام الأنظمة المتعلقة بالمحافظة على المواقع والرحب الطبيعي والموارد البحرية التابعة للأملاك الطبيعية البحرية؛
- الشرطة الجمركية في البحر: تبحث المصلحة الوطنية لحراسة الشواطئ، وتحقق في مخالفات الأنظمة والقوانين الجمركية. مع وضع اليد على المواد والأشخاص المتلبسين بجنحة. تحول المواد المحجوزة والأشخاص الموقوفة إلى إدارة الجمارك؛
- الشرطة الاستثنائية الخاصة :تقوم المصلحة الوطنية لحراسة الشواطئ بتنفيذ أعمدة الإرشاد الكوابل التحمائية، أنابيب المحروقات، وصحة على متن السفن؛
- الشرطة الجنائية في البحر : يبحث ويحقق أفراد المصلحة الوطنية لحراسة الشواطئ، من تلقاء أنفسهم أو بطلب، في مخالفات القانون الجنائي الجزائري المرتكبة من طرف البحارة أو المسافرين على متن السفن. وتمارس الشرطة الجنائية صلاحيتها تحت مراقبة السلطات القضائية وبالتعاون مع السلطات الأخرى للشرطة ومصالح الأمن؛
- الشرطة العامة في البحر : تمارس المصلحة الوطنية لحراسة الشواطئ في البحر شرطة النظام العام وشرطة الحدود البحرية. بالسهر من خلال أعوان على احترام الأحكام القانونية والتشريعية السارية، والمتعلقة بالأمن، الصحة، النظام والسلامة العمومية في البحر. كما يضمن أعوانها احترام الأنظمة المتعلقة بخروج ودخول الأشخاص للإقليم الوطني بحرا؛
- التحقيقات البحرية في البحر : تشرع المصلحة الوطنية لحراسة الشواطئ بتحقيقات، في حوادث بحرية ألحقت أضرارا جسيمة بالأشخاص، السفن أو البيئة، لتحديد المتسبب واتخاد الإجراءات وفق ما تقتضيه النظم والقوانين.